# Xyrichtys melanopus
Xyrichtys melanopus es una especie de peces de la familia Labridae en el orden de los Perciformes.

## Morfología
- Los machos pueden llegar alcanzar los 26 cm de longitud total.[1]

## Distribución geográfica
Se encuentra en el Índico y al oeste del Pacífico.